# Angre
Angre est une section de la commune belge de Honnelles, située en Région wallonne dans la province de Hainaut. C'était une commune à part entière avant la fusion des communes de 1977.
Le hameau est traversé par une rivière affluent de l'Escaut, la Grande Honnelle.
C'était à Angre qu'était surtout cultivé le réputé tabac de Roisin.

## Toponymie

### Attestations anciennes
Angra (1075 ; 1111 ; 1144), Angres (1090), Angrae (1119), Angre (1145 ; 1152 ; 1181 ; 1222 ; 1224).

### Étymologie
Il s'agit au départ d'un appellatif d'origine germanique angra qui veut dire « prairie ». C'est l'ancien nom du cours d'eau la Grande Honnelle. Il s'agit d'un processus commun de transfert d'un hydronyme à un toponyme.
Ce mot est apparenté à l'allemand Anger « terrain herbeux, place de village », terme désuet issu du vieux haut allemand angar et apparenté au suédois äng « pré ». Il est basé sur la même racine indo-européenne que le latin ancrae (pluriel) « bandes herbeuses (ou végétalisées) au bord d'une rivière » et le grec ákros « vallée ». L'apparentement avec le latin et le grec suggère que le nom de la rivière lui-même, est tiré du nom de la bande herbeuse ou des prés qui s'étendaient tout au long de son cours, sens qu'avait sans doute aussi le germanique commun, c'est-à-dire « bande herbeuse le long d'une rivière, pré le long d'une rivière ».
L’Angre a aussi donné son nom à l’Angrel, affluent de celui-ci qui s'est également fixé dans le toponyme Angreau (Angrel 1119, ANGR- + suffixe diminutif gallo-roman -ELLU) selon le même processus qu'Angre.

## Évolution démographique
- Sources : INS, Rem. : 1831 jusqu'en 1970 = recensements, 1976 = nombre d'habitants au 31 décembre.

## Histoire
L'ancienneté de Angre est attestée par un camp préhistorique, des vestiges romains et d'une nécropole franque.
Une seigneurie possédée par une famille dite " d'Angre " est signalée dès le XIe siècle qui passe successivement aux comtes de Hainaut, aux familles de Beaufort, Henin-Liétard, Musars, de Solesmes, de Sars, de Roisin, de la Tramerie et de Sainte-Aldegonde.
La seigneurie principale comprenait le village, avec son église, et une grosse partie de la campagne environnante, ainsi que le bois d’Angre, une résidence fortifiée « La Loquetière » et le moulin banal.
Guillaume de Sars Ier a été seigneur d'Angre et grand-bailli du Hainaut.
Son fils Guillaume de Sars II lui a succédé dans la seigneurie.

## Patrimoine et culture

### Monuments et sites remarquables
- L’église paroissiale Saint-Martin est un édifice en brique sur soubassement en moellons de grès, se composant d’une tour gothique du XVIe siècle et d’une nef de 1725 conçue par Claude-Joseph de Bettignies. Le clocher, à trois niveaux, est épaulé de contreforts dégressifs et coiffé d’une corniche à corbeaux de pierre. Les murs des bas-côtés sont percés de fenêtres cintrées alternant pierre et briques. Le chœur, long de deux travées, se termine par un chevet à trois pans, renforcé de contreforts, auquel est adossée une niche ouverte surmontée d’un auvent d’ardoises. L’intérieur conserve des lambris, des stalles, des confessionnaux, des statues et des toiles du XVIIIe siècle. Le chœur, doté d’une voûte en voile, garde des lambris de chêne Louis XIV[10].

- L’ancien presbytère remonte au XVIIIe siècle, mais a été remanié et transformé en habitation au siècle suivant. Bordant la grand-place, il consiste en un double-corps cimenté de la fin du XIXe siècle, présentant un pignon central à redents et une façade latérale de type tournaisien[11].

- La chapelle Saint-Roch, chapelle d’inspiration néo-classique datée de 1849, se dresse au centre d’un cercle de tilleuls dominant Angre sur le versant ouest. Ce petit oratoire partiellement crépi offre en façade un fronton triangulaire frappé du delta mystique avec l’œil de Dieu et sommé d’une croix en fonte. Cernée d’un muret surmonté d’une grille, la chapelle est accessible par un escalier à larges marches pavées[12]. La hauteur sur laquelle a été érigée la chapelle s’élève à plus de 69 mètres d’altitude et offre une vue très ample de la région. Une table d'orientation se trouvant à côté d’elle permet notamment le repérage de 39 clochers. Cet endroit est le seul du plateau hennuyer d’où l’on peut découvrir, par temps clair, un panorama où l’œil parcourt 315 km2.

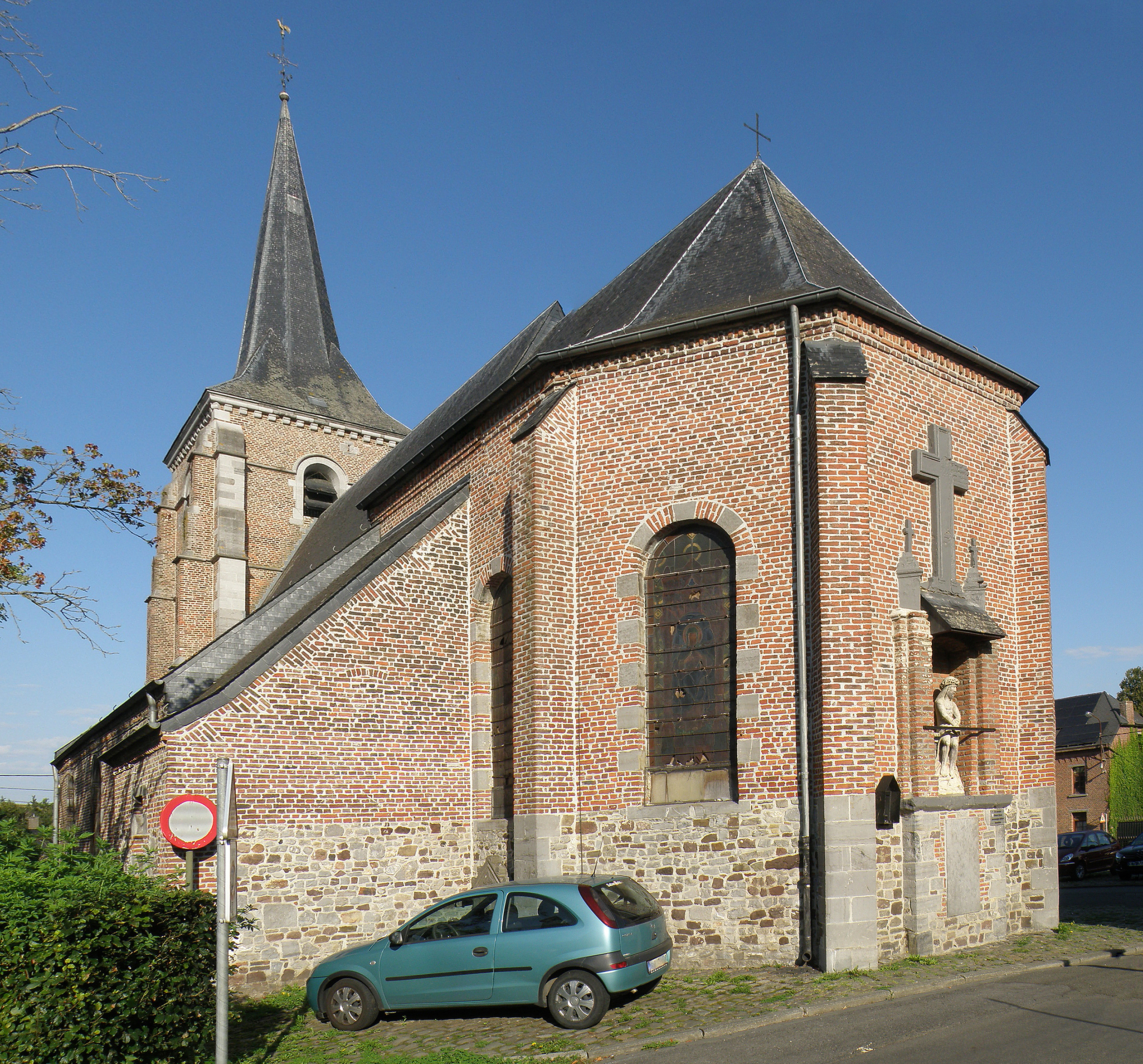
Église Saint-Martin, chevet, avec sa niche ouverte.
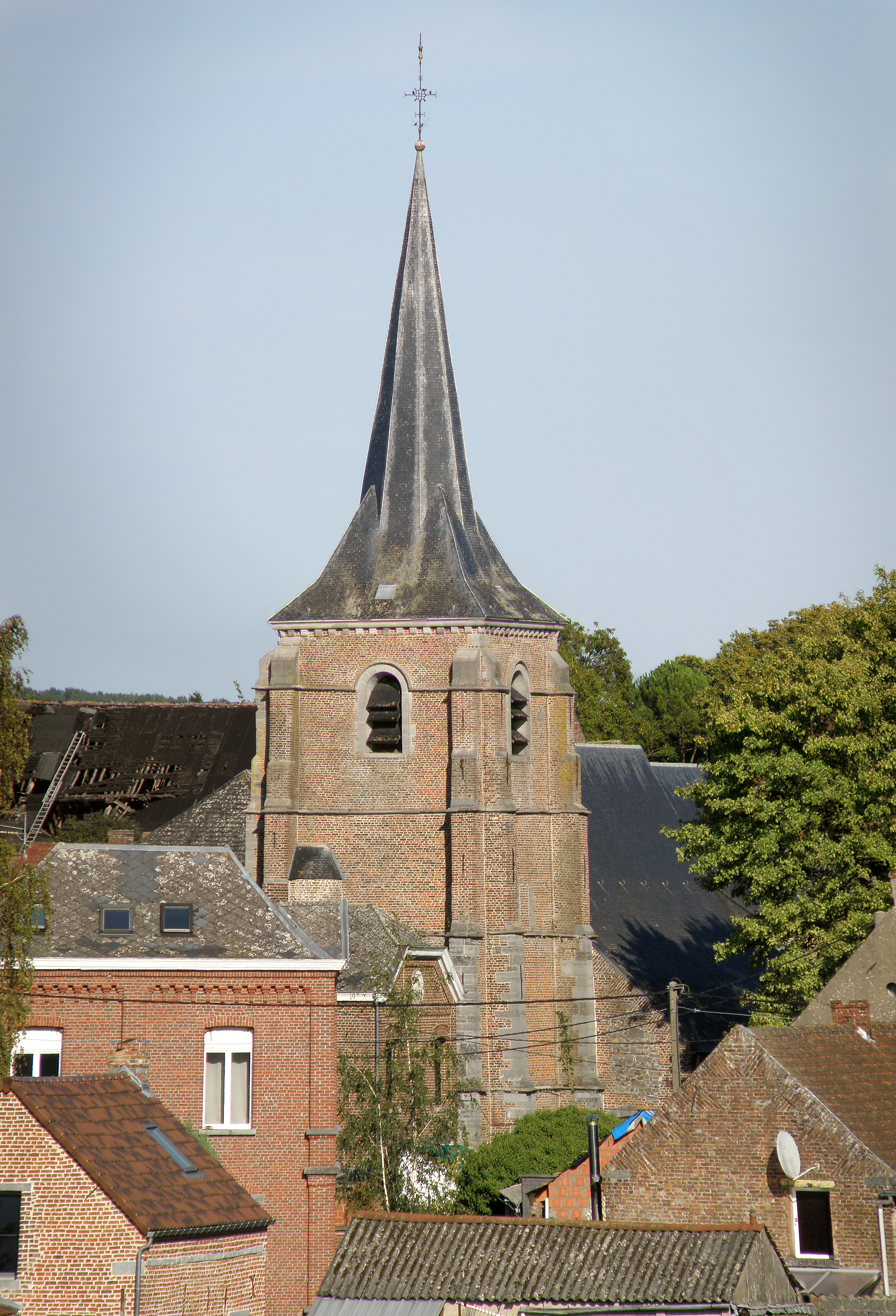
Église Saint-Martin, clocher.
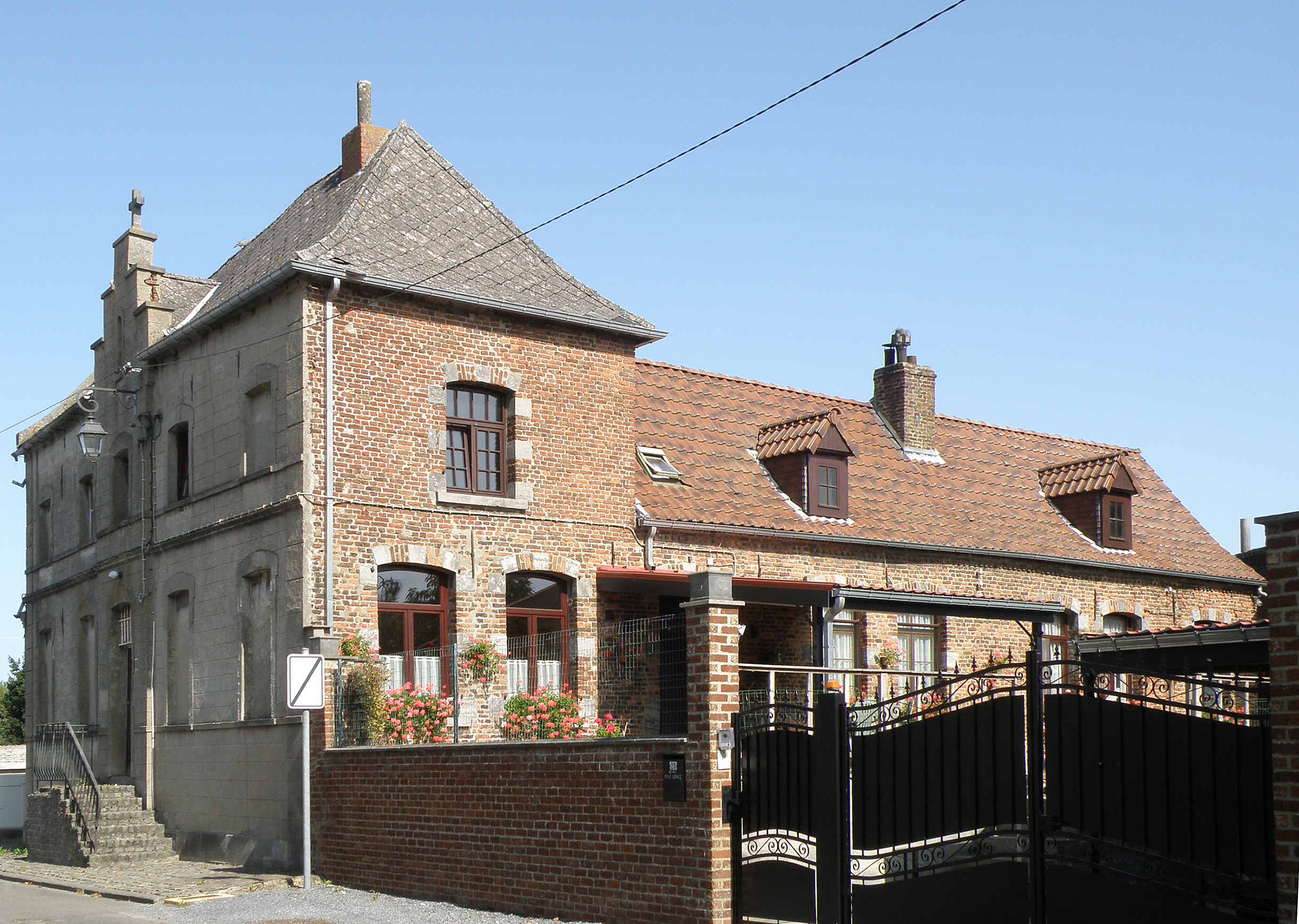
Ancien presbytère, avec sa façade latérale de style tournaisien.
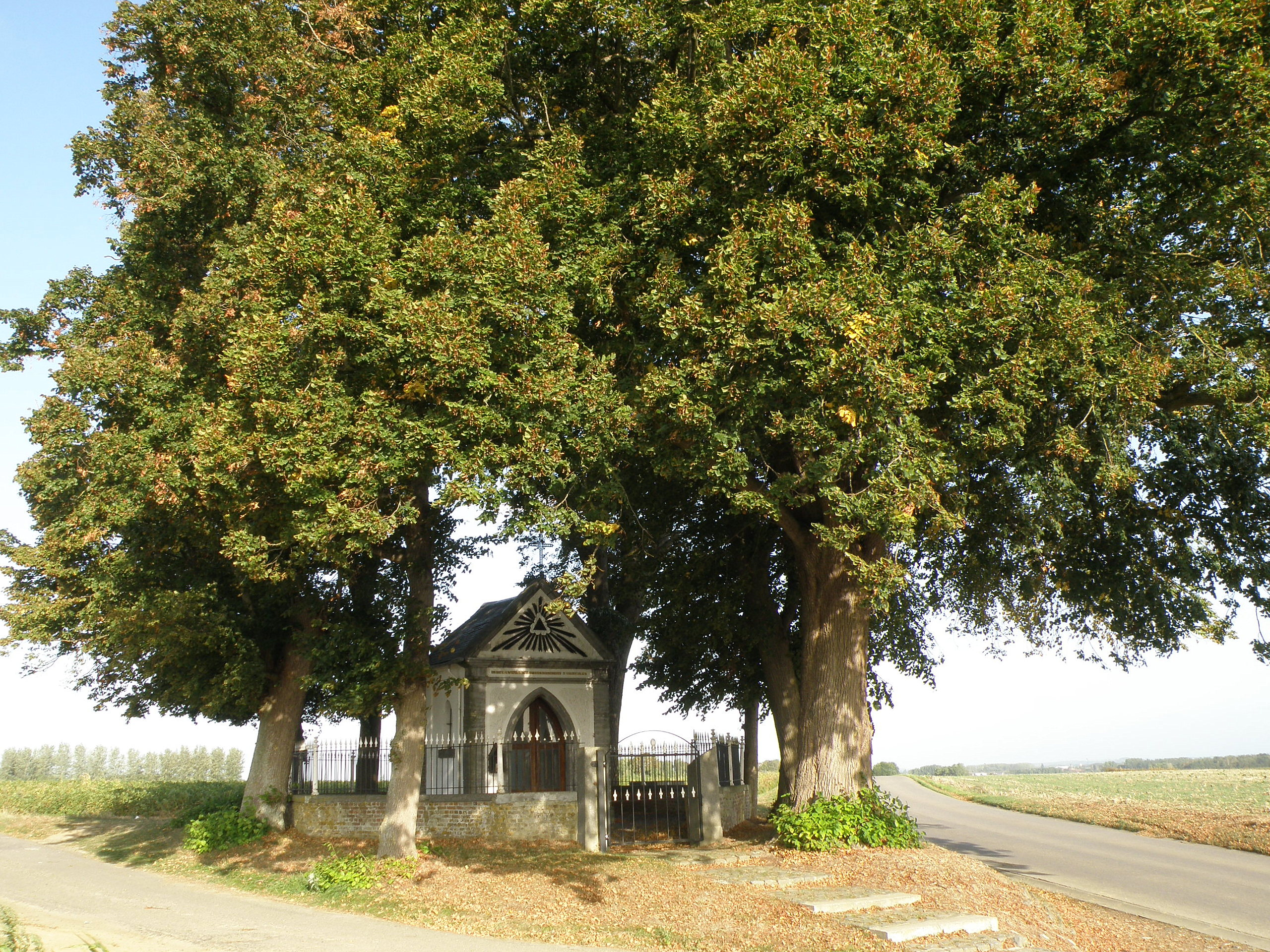
Chapelle Saint-Roch au milieu de son îlot de verdure.
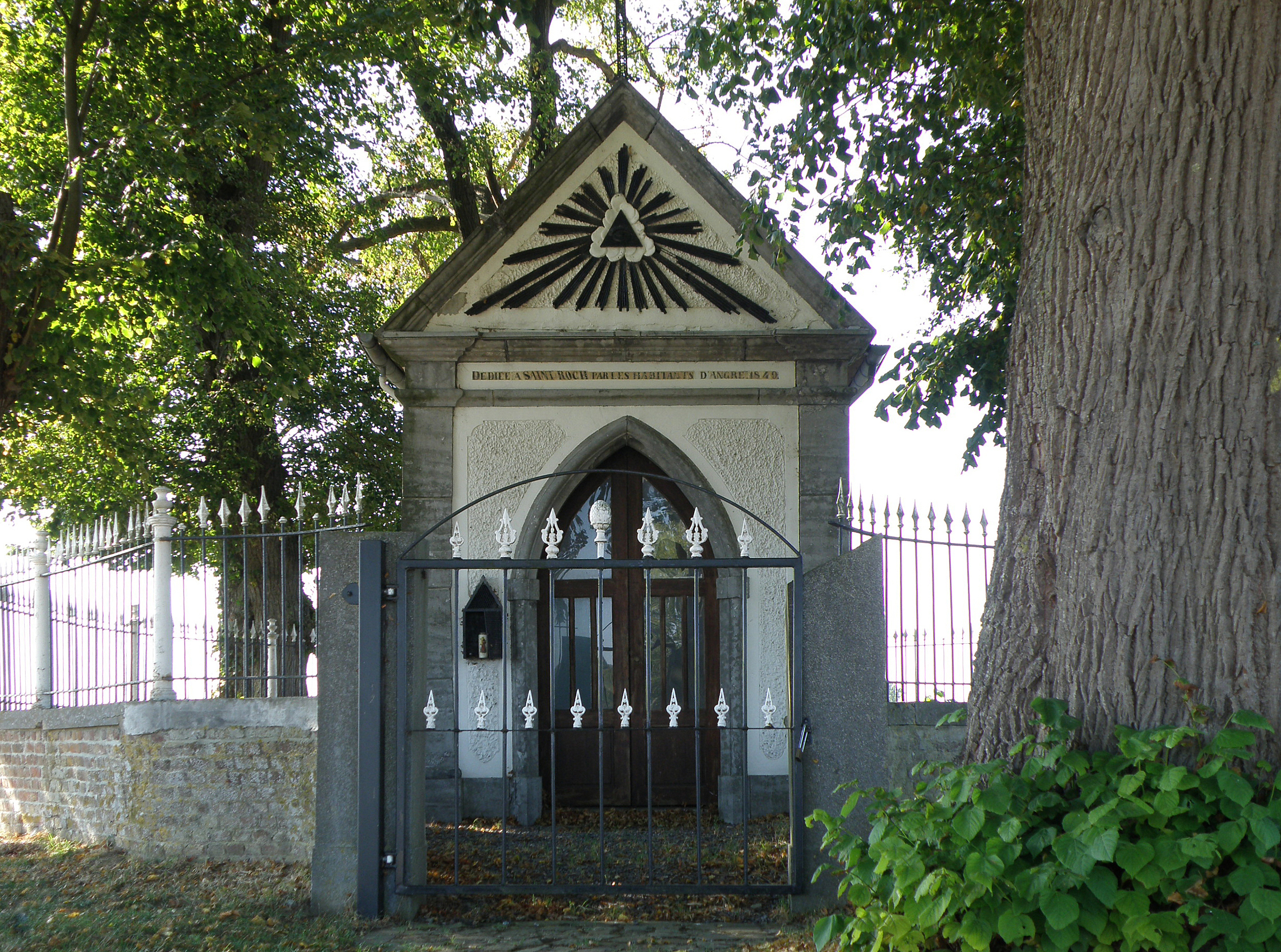
Chapelle Saint-Roch, fronton marqué du delta mystique.

- La ferme-couvent, sise rue Charles Bernier, à la sortie du village sur la route de Marchipont, est un imposant ensemble rectangulaire de corps de bâtiment (ferme, logis, grange) datant de la fin du XVIIIe siècle et du XIXe siècle et rangés autour d’une cour intérieure pavée. Face au mur côté rue, percé d’une entrée cochère sous pignon à gradins, se trouve le corps de logis bas, de style classique, à ouvertures encadrées de bandeaux plats, et avec une porte à montants harpés. À gauche se dresse une grange millésimée 1847, et à droite un haut double-corps cimenté néo-classique symétrique avec toit à croupettes, fronton triangulaire et lucarnes à oculi. Le site a été réaffecté en couvent puis en habitation[13].

- L’ancienne ferme Blondain, située non loin de la maison communale, est une vaste ferme clôturée du dernier tiers du XVIIIe siècle, de tradition classique. La cour intérieure est bordée sur trois côtés d’un corps de logis et de dépendances. Le front à rue comporte trois portails semblables, à encadrement cintré et harpé : celui de la grange en long dont les ancres affichaient autrefois la date de 1775 ; le porche d’entrée sur la cour, sous toiture mansardée ; et le dernier, en partie muré, pratiqué dans la longue dépendance transformée en habitation, dont la façade sur cour, fortement remaniée, garde toutefois une porte basse à linteau en bâtière datant de 1776. En fond de cour s’allonge un logis bas de style Louis XV, présentant des baies à encadrement de pierre et linteau surbaissé à clef centrale et, précédée d’un emmarchement, une porte à linteau à clef feuillagée et encadrement de pierre avec gorge[14].

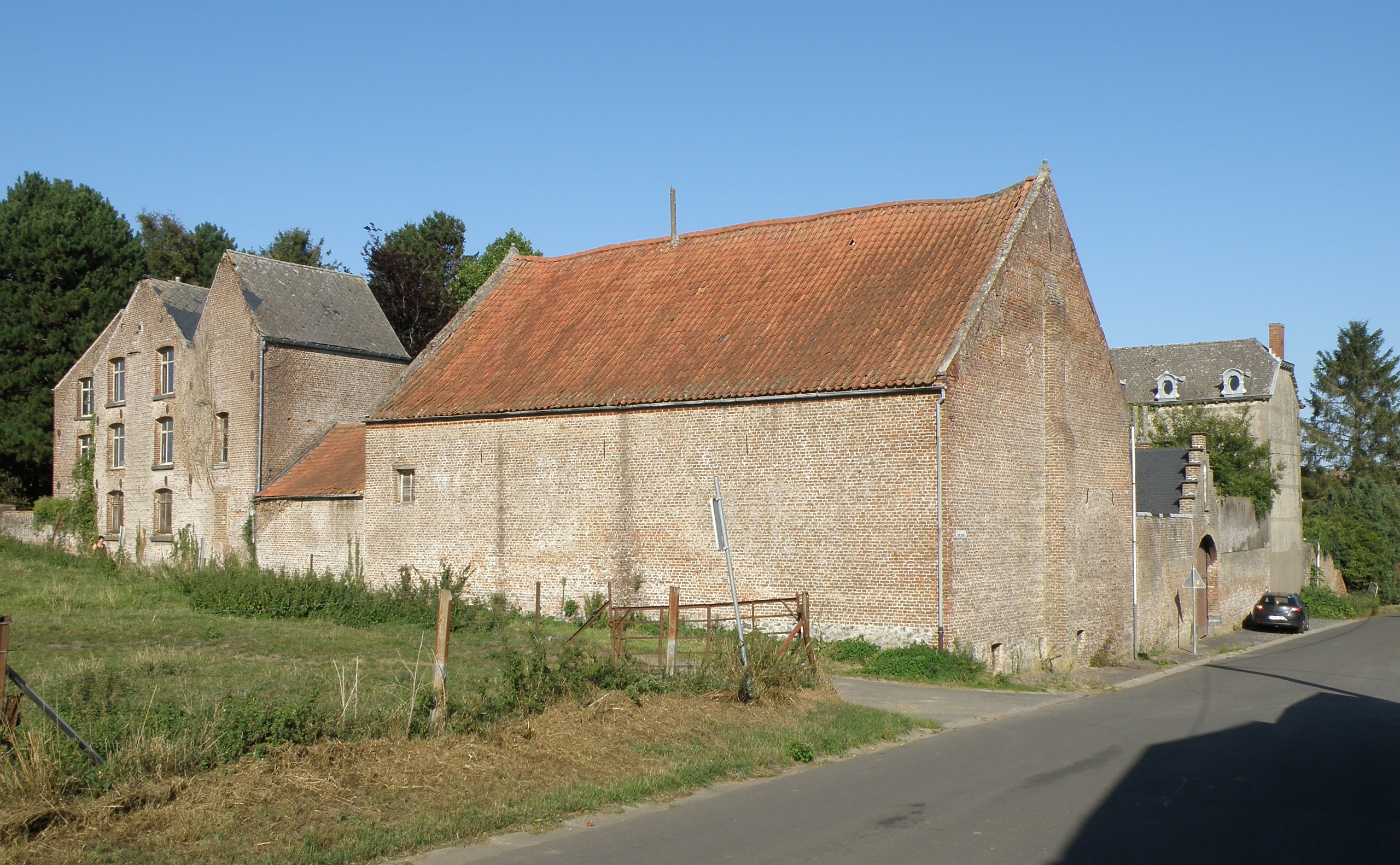
Ferme-couvent rue Bernier, vue d’ensemble.
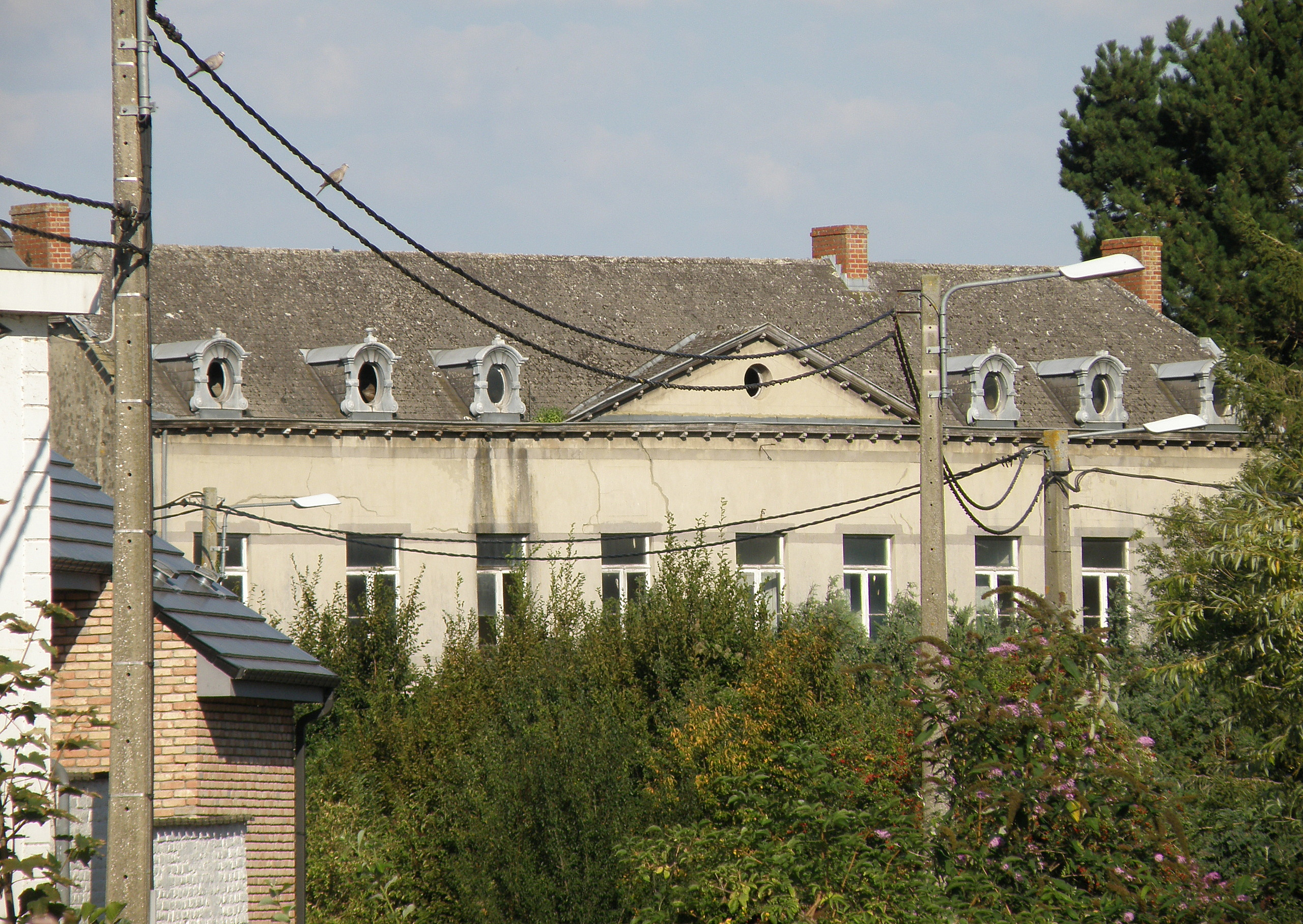
Ferme-couvent rue Bernier, édifice néoclassique bordant le côté est de la cour.
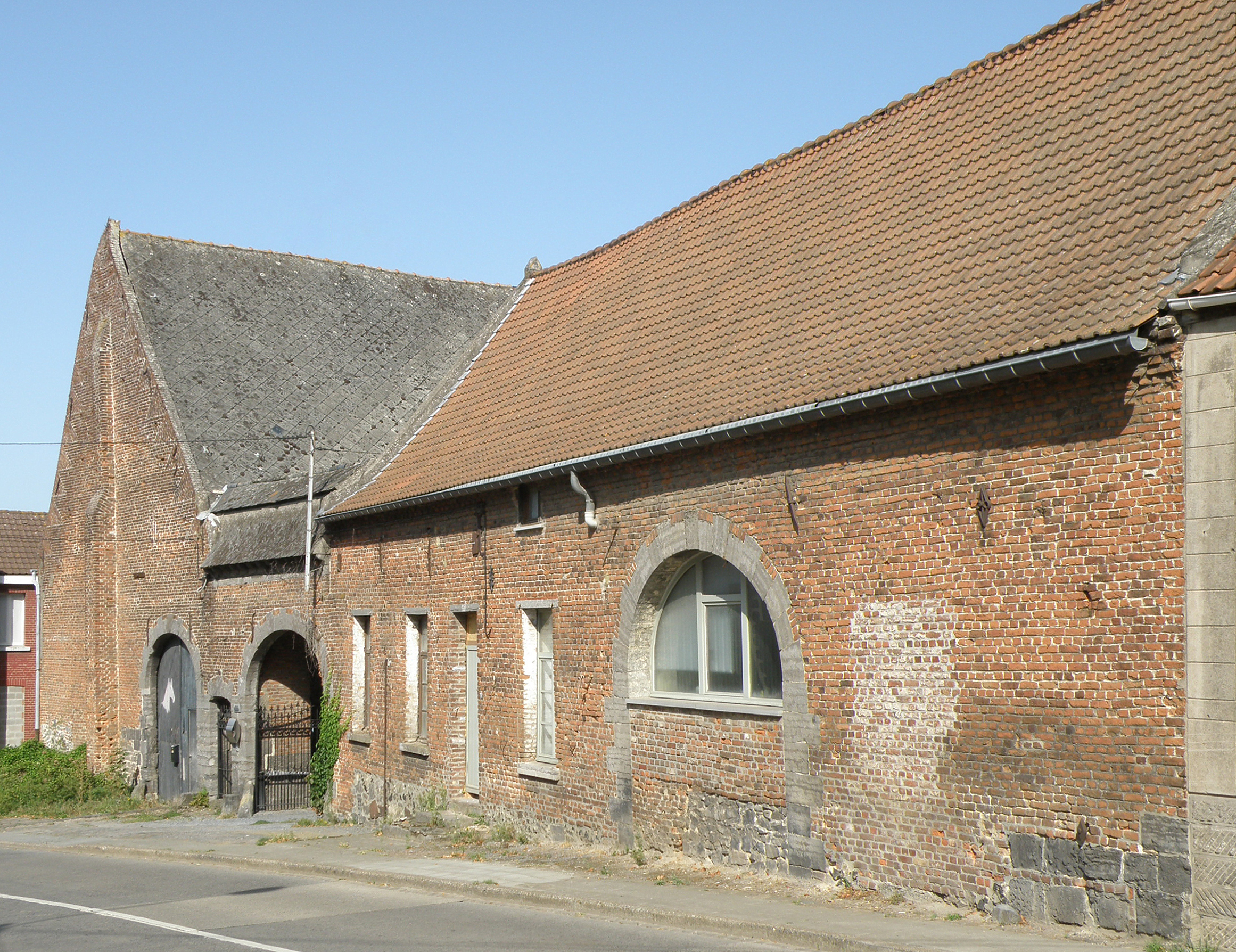
Ferme Blondain, façade sur rue.
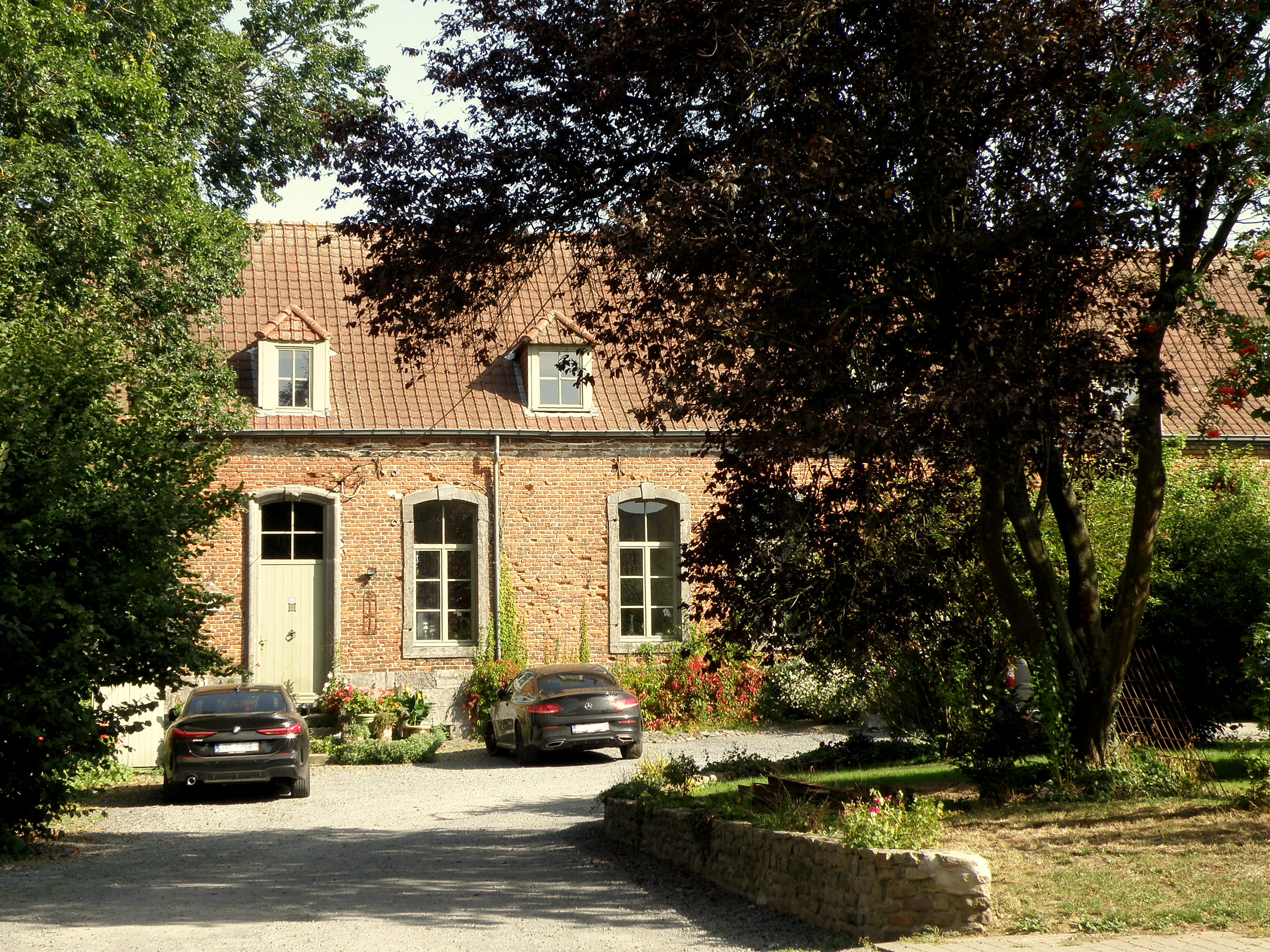
Ferme Blondain, corps de logis, avec ses linteaux surbaissés à clef.

- L’ancienne maison communale, haut volume de style « éclectique » sous toit à croupes, mais à effet de pavillon, est millésimée de 1900 en façade. Se dressant à l’angle de la grand-place sur un soubassement en moellons bruts, ce double-corps comporte une travée centrale munie d’un petit perron et d’un balcon galbé. La façade est animée par des bandeaux en brique cimentée de teinte claire. La face latérale sur la rue Cornez est de même esprit[15].

- La demeure de type villégiature sise rue du Partiau, d’un imposant volume, a été construite au début du XXe siècle à l’intérieur d’une cour de ferme entièrement close bordée de hauts volumes sous bâtière à pignons du siècle précédent. Ladite demeure est une construction en brique sous toitures à tuiles vernissées, marquée de bandeaux horizontaux en brique colorée, et présente sous les entrées une grotte en rocaille. L’ensemble, jadis couplé à une brasserie, a perdu ses bâtiments industriels qui autrefois longeaient la Grande Honnelle[16].

- La maison typique située au no 18 de la rue Émile Cornez, long volume bas de style classique, remonte probablement au début du XIXe siècle. Elle se signale par son cimentage de couleur claire, orné dans la partie inférieure d’un lambrissage, et par son élégant perron. Des linteaux bombés surmontent les baies étroites[17].

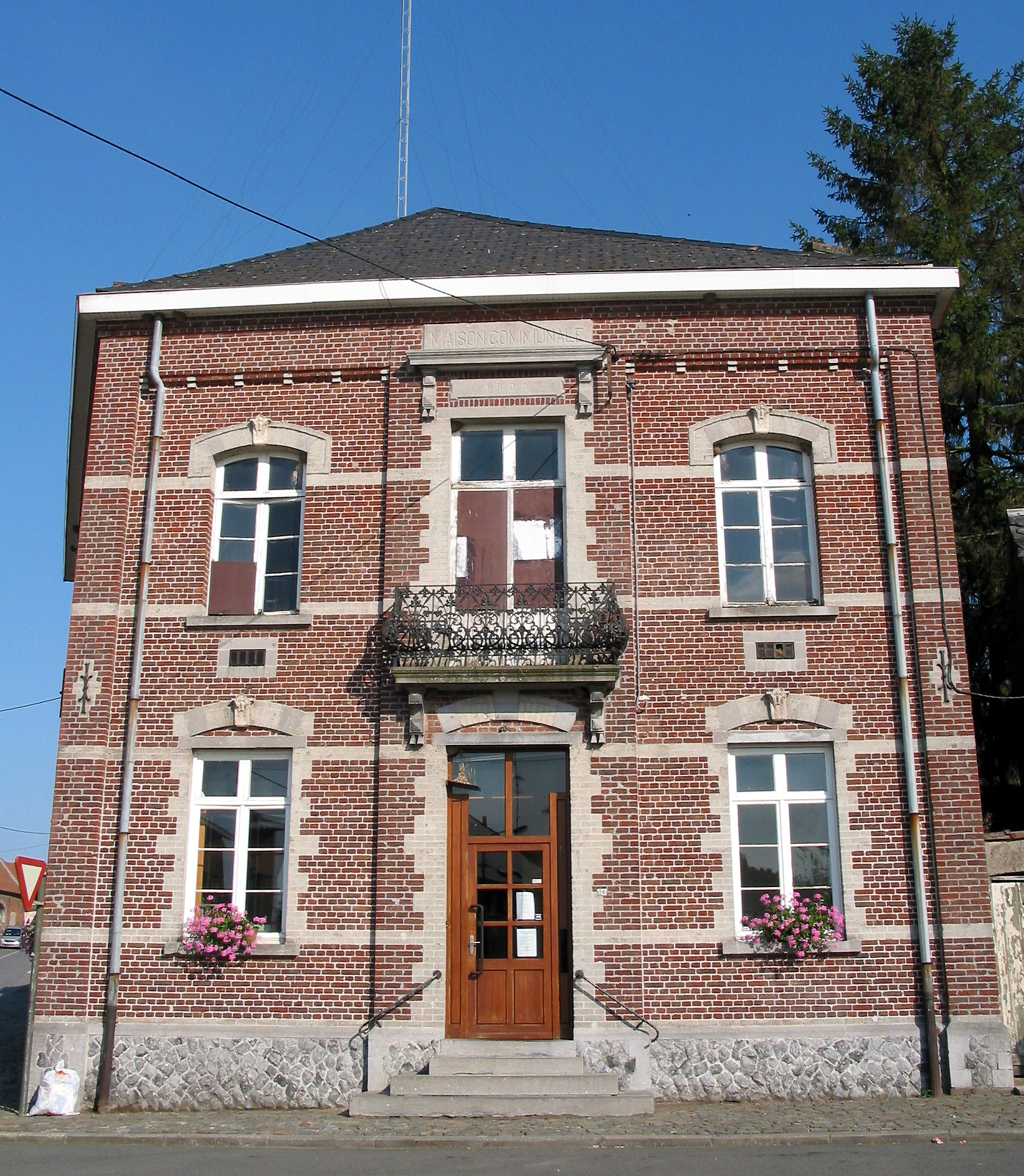
Maison communale, façade de devant.
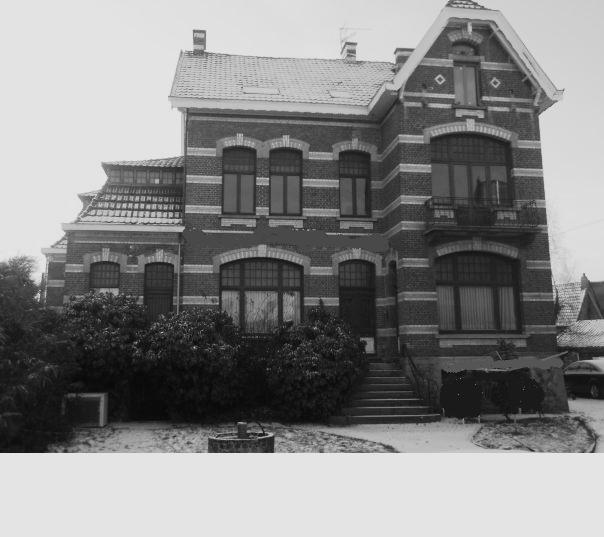
Villa rue du Partiau.
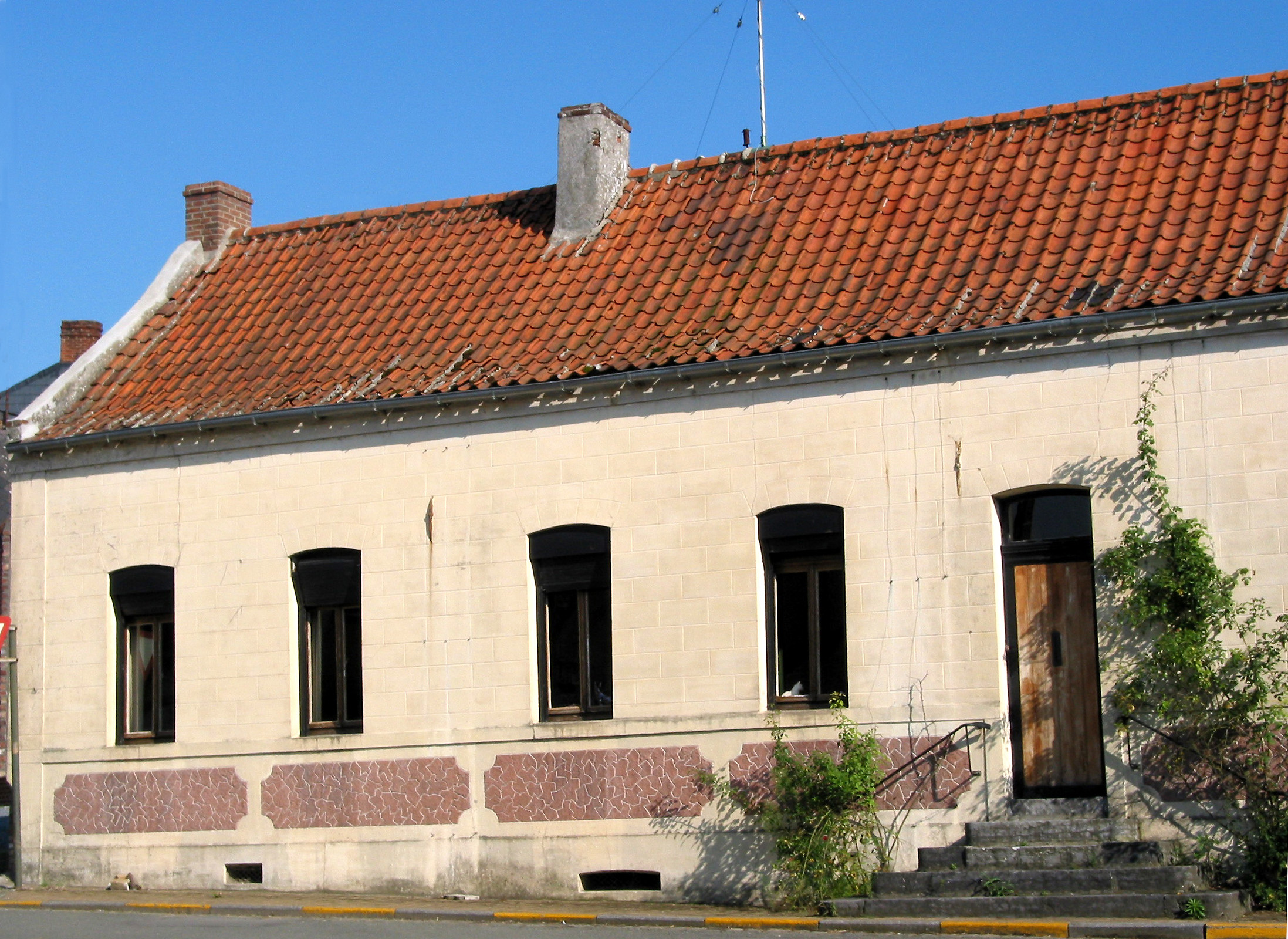
Maison au no 18 rue Émile Cornez.

## Personnalités
- Henri Ier de Hainaut, dit d'Angre (1176-1216) : empereur de Constantinople de 1206 à 1216.
- Charles Bernier (1871-1950) : graveur de renommée internationale[18].
- Claude Renard (1946-2019) : auteur et professeur de bande dessinée.